# Edificio Guridi
El edificio Guridi es una casa de estilo modernista ubicada en la calle Licenciado Poza número 2 de la villa de Bilbao, frente al edificio del Instituto Miguel de Unamuno. Data de 1902 y su autor fue el maestro de obras José Bilbao y Lopategui. El edificio ha sido reformado recientemente.